# Joe Preston (album)
Albums de Melvins
Dale Crover
(1992) Lysol
(1992)
Joe Preston est un EP des Melvins sorti en 1992 chez Boner Records. On admet généralement que Joe Preston est le seul musicien apparaissant sur le disque et que les deux autres personnes créditées sont un canular ; "Salty Green" est un pseudonyme connu de Preston.

## Liste des titres
1. The Eagle Has Landed (Joe Preston, Denial Fiend) – 1 min 58 s
2. Bricklebrit (Joe Preston, Denial Fiend) – 2 min 36 s
3. Hands First Flower (Joe Preston, Denial Fiend, Salty Green) – 22 min 58 s

## Personnel
- Joe Preston - chant, mixage
- Denial Fiend - Hellish crossfire on wooden coffins
- Salty Green - Chapman stick / Hands First Flower
- Jeff Brangley - Producteur
- Jonathan Burnside - Ingénieur du son, mixage
- Harvey Bennett Stafford - Art
- Marina Sirtis - assistance conseil

## Sources
- (en) Cet article est partiellement ou en totalité issu de l’article de Wikipédia en anglais intitulé « Joe Preston (album) » (voir la liste des auteurs).